# Метт Джентрі
Меттью Джуда «Метт» Джентрі (англ. Matthew Judah «Matt» Gentry; нар. 30 липня 1982, Грантс-Пасс, Орегон, США) — канадський борець вільного стилю, бронзовий призер Панамериканського чемпіонату, дворазовий бронзовий призер Панамериканських ігор, учасник двох Олімпійських ігор.

## Життєпис
Боротьбою почав займатися з 1993 року.
Виступав за борцівський клуб «Burnaby Mountain» Бернабі. Тренер — Дейв Маккей (з 2006).

## Спортивні результати на міжнародних змаганнях

### Виступи на Олімпіадах
| Змагання                    | Збірна | Вагова категорія          | Місце |
| --------------------------- | ------ | ------------------------- | ----- |
| Літні Олімпійські ігри 2008 | Канада | вільна боротьба, до 74 кг | 17    |
| Літні Олімпійські ігри 2012 | Канада | вільна боротьба, до 74 кг | 5     |

### Виступи на Чемпіонатах світу
| Змагання                        | Збірна | Вагова категорія          | Місце |
| ------------------------------- | ------ | ------------------------- | ----- |
| Чемпіонат світу з боротьби 2006 | Канада | вільна боротьба, до 74 кг | 23    |
| Чемпіонат світу з боротьби 2007 | Канада | вільна боротьба, до 74 кг | 21    |
| Чемпіонат світу з боротьби 2010 | Канада | вільна боротьба, до 74 кг | 15    |
| Чемпіонат світу з боротьби 2011 | Канада | вільна боротьба, до 74 кг | 18    |

### Виступи на Панамериканських чемпіонатах
| Змагання                                   | Збірна | Вагова категорія          | Місце  |
| ------------------------------------------ | ------ | ------------------------- | ------ |
| Панамериканський чемпіонат з боротьби 2006 | Канада | вільна боротьба, до 74 кг | 5      |
| Панамериканський чемпіонат з боротьби 2008 | Канада | вільна боротьба, до 74 кг | Бронза |
| Панамериканський чемпіонат з боротьби 2011 | Канада | вільна боротьба, до 74 кг | 5      |

### Виступи на Панамериканських іграх
| Змагання                  | Збірна | Вагова категорія          | Місце  |
| ------------------------- | ------ | ------------------------- | ------ |
| Панамериканські ігри 2007 | Канада | вільна боротьба, до 74 кг | Бронза |
| Панамериканські ігри 2011 | Канада | вільна боротьба, до 74 кг | Бронза |

### Виступи на інших змаганнях
| Змагання                                                               | Збірна | Вагова категорія          | Місце  |
| ---------------------------------------------------------------------- | ------ | ------------------------- | ------ |
| Чемпіонат світу з боротьби серед студентів 2006                        | Канада | вільна боротьба, до 74 кг | 5      |
| Міжнародний меморіал Дейва Шульца 2008                                 | Канада | вільна боротьба, до 74 кг | 4      |
| Міжнародний меморіал Дейва Шульца 2010                                 | Канада | вільна боротьба, до 74 кг | 5      |
| Золотий Гран-прі з боротьби 2010 (Тбілісі)                             | Канада | вільна боротьба, до 74 кг | Срібло |
| Міжнародний меморіал Дейва Шульца 2011                                 | Канада | вільна боротьба, до 74 кг | Бронза |
| Турнір Г. Картозія і В. Балавадзе 2011                                 | Канада | вільна боротьба, до 74 кг | Бронза |
| Золотий Гран-прі з боротьби 2011 (Баку)                                | Канада | вільна боротьба, до 74 кг | 9      |
| Турнір Дана Колова — Николи Петрова 2012                               | Канада | вільна боротьба, до 74 кг | Бронза |
| Турнір Яшара Догу 2012                                                 | Канада | вільна боротьба, до 74 кг | Золото |
| Олімпійський кваліфікаційний турнір з боротьби 2012 (Кіссіммі-Орландо) | Канада | вільна боротьба, до 74 кг | Золото |
| Меморіал Вацлава Циолковського 2012                                    | Канада | вільна боротьба, до 74 кг | Золото |